# Medalsari (Saketi)
Medalsari is een bestuurslaag in het regentschap Pandeglang van de provincie Banten, Indonesië. Medalsari telt 2542 inwoners (volkstelling 2010).